# Sant Esteve de Ventolà
Sant Esteve de Ventolà és una església romànica del poble de Ventolà al municipi del Pont de Suert. És un monument protegit com a bé cultural d'interès local.

## Descripció
Església aïllada, d'una nau, amb fonaments romànics. Té l'absis semicircular orientat al nord-llevant, un annex al lateral de migjorn i nova façana molt deteriorada a ponent. El portal és de mig punt, rosetó a sobre per a il·luminar el cor i el petit campanar, de base quadrada, a la cantonada de migdia al damunt de la coberta de la nau. El lloc és dominat per la torre dita de "Suix". El 966 fou donat al monestir de Lavaix.